# تیموتی اسپریگ
تیموتی اسپریگ (انگلیسی: Timothy Sprigge؛ ۱۴ ژانویه ۱۹۳۲ – ۱۱ ژوئیه ۲۰۰۷) فیلسوف، و استاد دانشگاه اهل بریتانیا بود.